# Carolyn Korsmeyer
Carolyn Korsmeyer (nacida en 1950) es una escritora y profesora de filosofía en la Universidad de Buffalo en Nueva York. Es generalmente reconocida por su estudio e investigación sobre la estética, el feminismo y la teoría de la emoción.

## Carrera
Carolyn recibió su Ph.D. de la Universidad Brown en 1972. En 1978, comenzó a trabajar como profesora de Filosofía en la Universidad de Buffalo, donde continúa trabajando hoy como directora del Departamento de Filosofía. Desde que comenzó su carrera en la Universidad de Buffalo, Korsmeyer ha sido reconocida varias veces por su excelente desempeño y logros continuos por su trabajo dentro y fuera de Filosofía. Durante su larga carrera, Korsmeyer ha publicado numerosos artículos y libros sobre feminismo y estética.

## Obras principales
Después de recibir su doctorado en 1972, Korsmeyer comenzó a centrar su investigación en la filosofía feminista y el campo de la estética. Las perspectivas feministas en estética han sido durante mucho tiempo una gran obra de Korsmeyer. Las bellas artes, el genio, la belleza, el gusto y la percepción estética son cuestiones de género que ella ha estudiado e investigado.

### Filosofía del gusto
La filosofía del gusto es un tema relativamente nuevo en el campo de la filosofía, sin embargo, el estudio de Korsmeyer del "mal gusto" es bien conocido. Su consideración del gusto en la filosofía explora por qué los alimentos picantes como la leche agria, los chinches fritos, los ajíes extremadamente picantes y la carne de caza se consideran fuertes y complejos para nuestras paladares. Una comprensión teórica del sabor de la comida se compara con la filosofía y la interpretación del arte, ya que ambas consideran las cualidades similares que implican la percepción discriminativa y también que la comida y el arte son considerados "artísticos en la creación". El argumento que presenta Korsmeyer es que estos "alimentos cosmopolitas" son tan complejos que se encuentran en una línea casi transparente que se extiende entre lo sublime y desagradable y, cuando se le da la opción al cerebro, generalmente la reacción positiva gana. Por lo tanto, estos alimentos aparentemente repugnantes dan una respuesta estética positiva.
Sus publicaciones sobre el tema incluyen:
- Savoring Disgust: The Foul and the Fair in Aesthetics (Oxford University Press, 2011)
- The Taste Culture Reader: Experiencing Food and Drink (ed.) (Oxford: Berg Publishers 2005)
- Making Sense of Taste: Food and Philosophy (Ithaca: Cornell University Press, 1999)

### Perspectivas feministas en estética
La estética feminista se refiere a la idea de que, en su forma básica, los conceptos clásicos como el genio, la belleza, las bellas artes, la percepción estética de los roles sociales son cualidades que se presumen relacionadas con el género. En su libro más famoso titulado Género y estética: una introducción al entendimiento de la filosofía feminista (Londres: Routledge, 2004) Korsmeyer utiliza estos "conceptos clásicos" para identificar sus cualidades y continúa explicando el peso del género como atributo permanente. Genio, por ejemplo, se dice que es 'superior en mente' lo que durante mucho tiempo se ha asociado con la masculinidad, mientras que 'belleza' se ha descrito durante mucho tiempo como curvaturas pequeñas y suaves que "atrapan el ojo del hombre" y, por lo tanto, se define como femenina.
Gran parte de su trabajo gira en torno a los parámetros de la presencia feminista en el arte, la música y la literatura. En su libro Estética en perspectiva feminista, Korsemeyer compara las teorías del arte y las diversas interpretaciones basadas en el sesgo de género.
Sus publicaciones sobre el tema incluyen:
- Gender and Aesthetics: An Introduction (London: Routledge, 2004)
- "Feminist Aesthetics", The Stanford Encyclopedia of Philosophy (Winter 2012 Edition)
- Feminism and Tradition in Aesthetics, edited with Peggy Zeglin Brand(Indiana University Press, 1993)